# Geophaps
Geophaps — род птиц семейства голубиных, ранее включался в род каменные голуби (Petrophassa).
Эндемики Австралии. Обитатели засушливых районов.

## Виды
Род включает 3 вида:
- Geophaps plumifera — острохохлый каменный голубь
- Geophaps scripta — куропатковый каменный голубь
- Geophaps smithii — гологлазый каменный голубь

Иногда в род Geophaps включается хохлатый бронзовокрылый голубь.

## Примечания

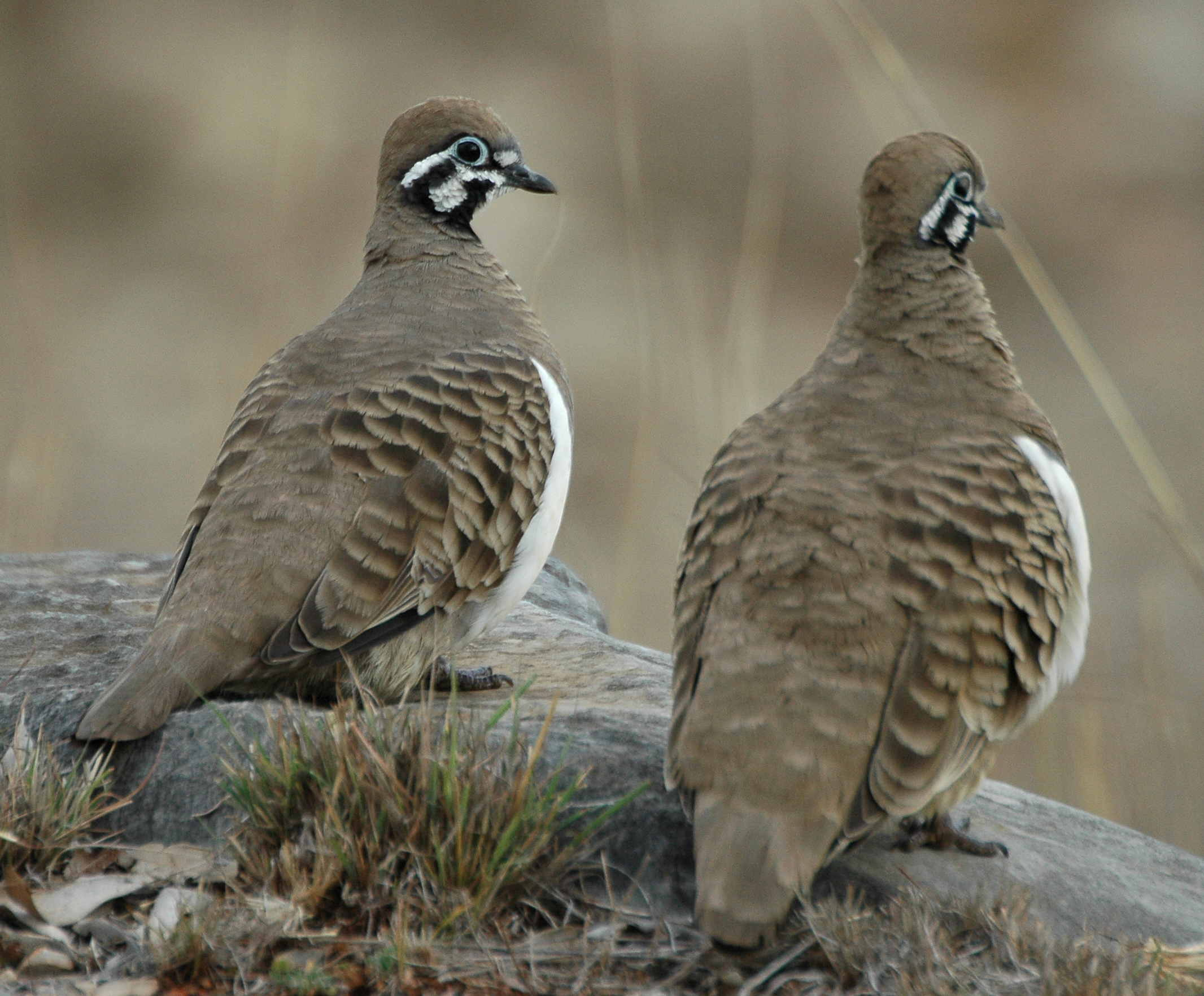
куропатковый каменный голубь